# Struttura interna di Saturno

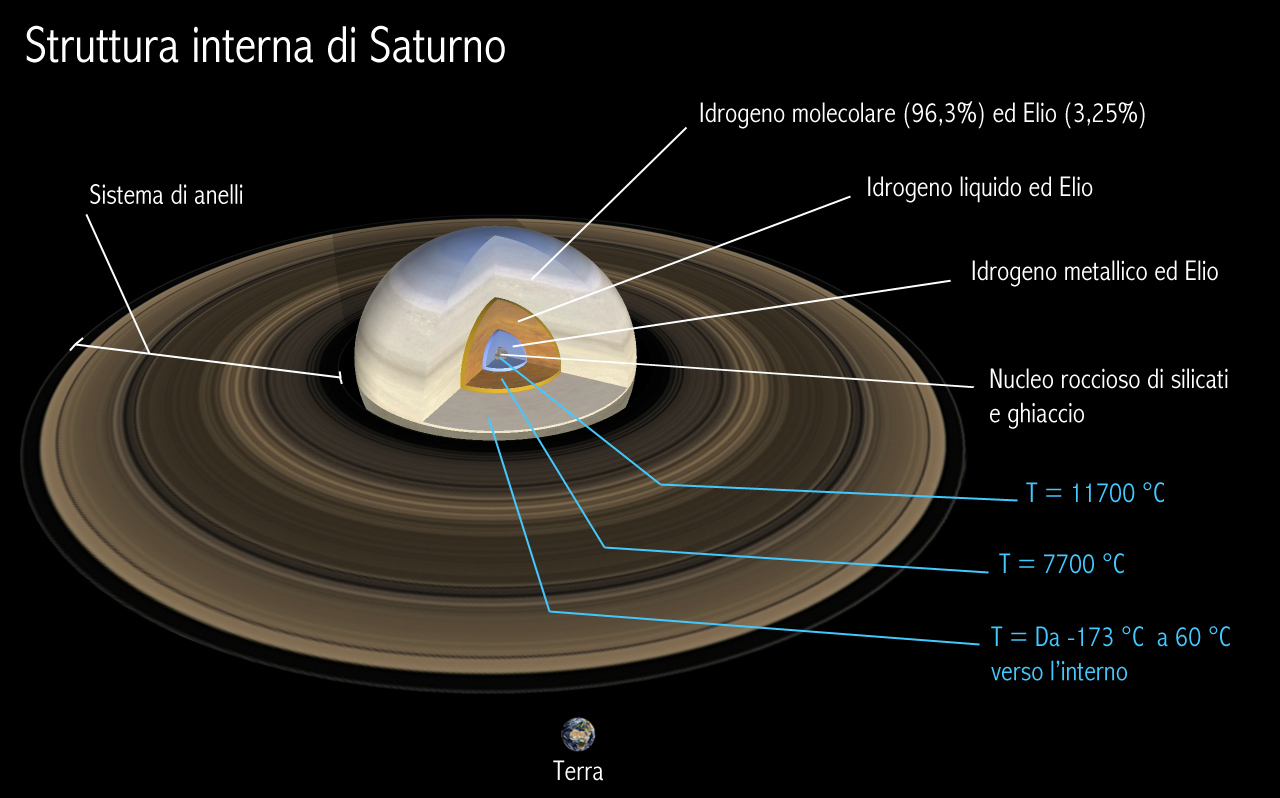
Sistema interno di Saturno.

Saturno possiede una struttura interna molto simile a quella di Giove; come l'altro gigante gassoso, presenta una composizione affine a quella del Sole, essendo costituito per il 75% di idrogeno ed il 25% di elio, con tracce d'acqua, metano ed ammoniaca.
Nello strato esterno è presente un'atmosfera dove si alternano fasce chiare e scure parallele all'equatore con perturbazioni cicloniche e formazioni di nubi; il tutto digrada nella zona sottostante, un oceano liquido di idrogeno molecolare ed elio che sovrasta un involucro tra 0,2 e 0,5 raggi planetari sottoposto ad una pressione di 3 milioni di atmosfere dove domina l'idrogeno metallico liquido ad una temperatura di circa 20 000 °C.
Successivamente, al centro del pianeta, è presente il nucleo, che misura 0,2 raggi planetari, circa le dimensioni della Terra, con una temperatura di circa 12 000 °C ed una pressione di 8 milioni di atmosfere, formato da silicati ferrosi e ghiaccio.
Dato che Saturno irradia nell'infrarosso, al pari di Giove, un'energia all'incirca doppia di quella che riceve dal Sole, si pensa che l'elio, più pesante dell'idrogeno, sprofondi nell'oceano liquido, e di conseguenza liberi il calore, generato dalla compressione, per convezione verso l'alto fino all'atmosfera, dove può sfuggire nello spazio.